# Рафаел Бастос
Рафаел Бастос (роден на 1 януари 1985 г. в Рио де Жанейро, Бразилия) е бразилски футболист, полузащитник.

## Кариера
Печели местното първенство Баияно през 2007 г. с Баия. През август подписва договор с португалския Белененсеш до 2008 г.
На 1 януари 2010 г. е привлечен в Брага от японския Консадоле Сапоро. Поради конфликт с треньора, Рафаел играе само в 8 мача за клуба. В края на сезона е освободен и се присъединява към румънския Клуж.
На 20 септември 2012 г. с румънския клуб Рафаел е титуляр в Шампионската лига като отбелязва 2 попадения на бившия си клуб Брага.
На 22 декември 2012 г. Рафаел е закупен от Ал Насър за сумата от 2.7 млн. €, с договор за 2 години и половина със заплата от 800 000 $ на сезон.

## Статистика по сезони
| Сезон    | Отбор            | Първенство  | Мачове | Голове |
| -------- | ---------------- | ----------- | ------ | ------ |
| 2008/ес. | Насионал         | Лига Сагреш | 7      | 0      |
| 2009/пр. | Витория          | Баияно лига | 12     | 2      |
| 2009/ес. | Консадоле Сапоро | Джей лига 2 | 17     | 1      |
| 2010/пр. | Брага            | Лига Сагреш | 8      | 0      |
| 2010/11  | Клуж             | Лига I      | 23     | 4      |
| 2011/12  | Клуж             | Лига I      | 27     | 3      |
| 2012/ес. | Клуж             | Лига I      | 16     | 3      |
| 2013/пр. | Ал Насър         | Про лига    | 11     | 7      |
| 2013/ес. | Ал Насър         | Про лига    | 9      | 4      |
| 2014/пр. | Левски (Сф)      | А група     | 8      | 0      |